# John Persenda
John Persenda, né le 28 mai 1939 à Monaco, est un homme d’affaires français fondateur du groupe Sphère.

## Biographie

### Famille
John Persenda est né à Monaco le 28 mai 1939 d’un père italien aviateur et diplomate et d’une mère anglaise écrivain. Il obtient la nationalité française à l’âge de 10 ans. Il a eu deux enfants, Isabelle (1966) et Philippe (1970-2006).

### Formation et début de carrière
Après avoir eu son baccalauréat en 1958, il suit les classes préparatoires aux ENSI au Lycée Massena de Nice. Il intègre l’ENSCT à la rentrée d’octobre 1960  et obtient son titre d’ingénieur ainsi qu’une licence en physique et chimie en 1963. Il est officier de réserve de l’Arme Blindée Cavalerie Saumur.
John Persenda commence sa carrière en tant qu’ingénieur chercheur au CEA où il travaille sur le détonateur de la bombe atomique. Il rejoint en 1965 le Groupe Shell où il occupe diverses positions tant en France qu’au siège à Londres : ingénieur commercial, directeur de division technique puis directeur du marketing.

### Création et développement du groupe SPHERE
En 1976, il crée l’entreprise SP Metal à l’origine spécialisée dans la distribution d’emballages ménagers et qui deviendra Sphère.
Il est à l’initiative de la création des marques de distributeurs en France pour les emballages ménagers[réf. à confirmer] et crée la marque nationale Alfapac.
En 1982, John Persenda engage le groupe dans un développement européen via une politique de croissance externe et de relocalisation de l’outil de production en France.
En 2003, il est nommé président du réseau industriel filière plasturgie et président du syndicat des films plastiques.
En 2004, il devient président de Plasteurofilm et s’engage dans la lutte anti-dumping contre les concurrents asiatiques et dans l’harmonisation des lois sur l’environnement. Il innove en étant l'un des premiers à lancer des sacs à base de canne à sucre plutôt que de pétrole,
Il soutient l’amendement des députés Francis Delattre et Marc Le Fur de 2004 dans le cadre du projet de loi d'orientation agricole interdisant à compter du 1er janvier 2010 la distribution de sacs plastiques non compostables qui seront finalement interdits avec la loi de transition énergétique pour la croissance verte en 2017,.
Prenant exemple sur Arnaud Montebourg, il s’affiche en marinière pour afficher son engagement pour le made in France, après l’obtention du label Origine France Garantie pour les sites français du groupe.

## Fortune
D’après le magazine Challenge, John Persenda fait partie des 500 plus grandes fortunes de France.

## Décoration, prix, distinction

### Décoration
En 2006, John Persenda est nommé au grade de chevalier de la légion d'honneur par le président Jacques Chirac.

### Prix
- 2013 : Prix Chaptal de l’Industrie[19]
- 2014 : le BFM Awards de l’Entrepreneur de l’Année[20]
- 2015 : Prix LCI Ambitions d’Entrepreneurs Green Business
- 2016 : Trophée Ambitions d’Entrepreneurs Banque Palatine – I télé Catégorie « Green Business »[21]
- 2020 : Trophée du plasturgiste - catégorie « Croissance »[22]

### Clubs
- East India Club[23] (Londres)
- Cochin Club[23] (Kerala –Inde)
- Cercle national des armées[23] (Paris)